# Eva Backofen
Eva Backofen (* 31. Oktober 1949 in Meißen), auch Eva Anderson, ist eine deutsche Zeichnerin, Bildhauerin und Medailleurin.

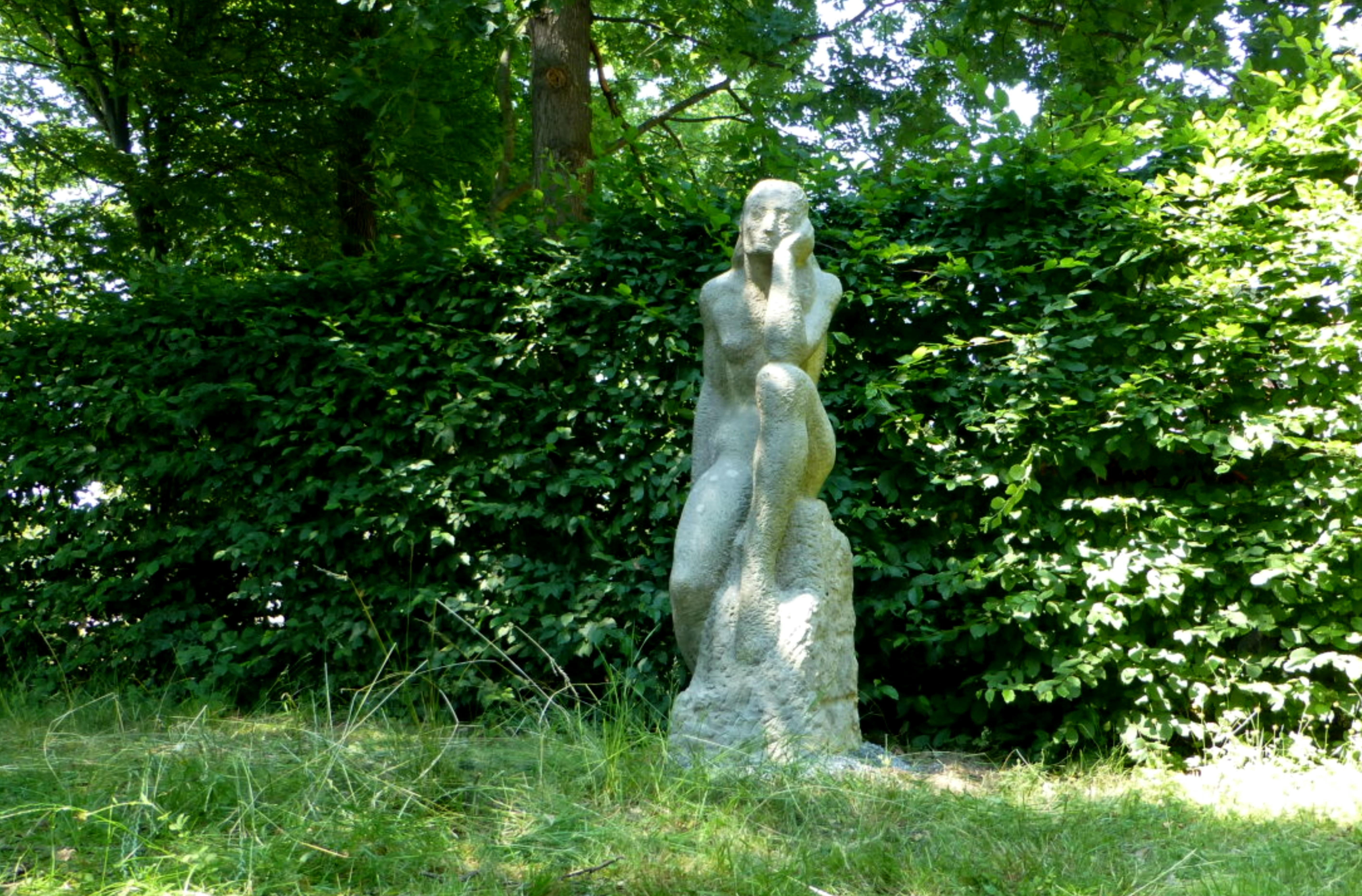
Die Sinnende

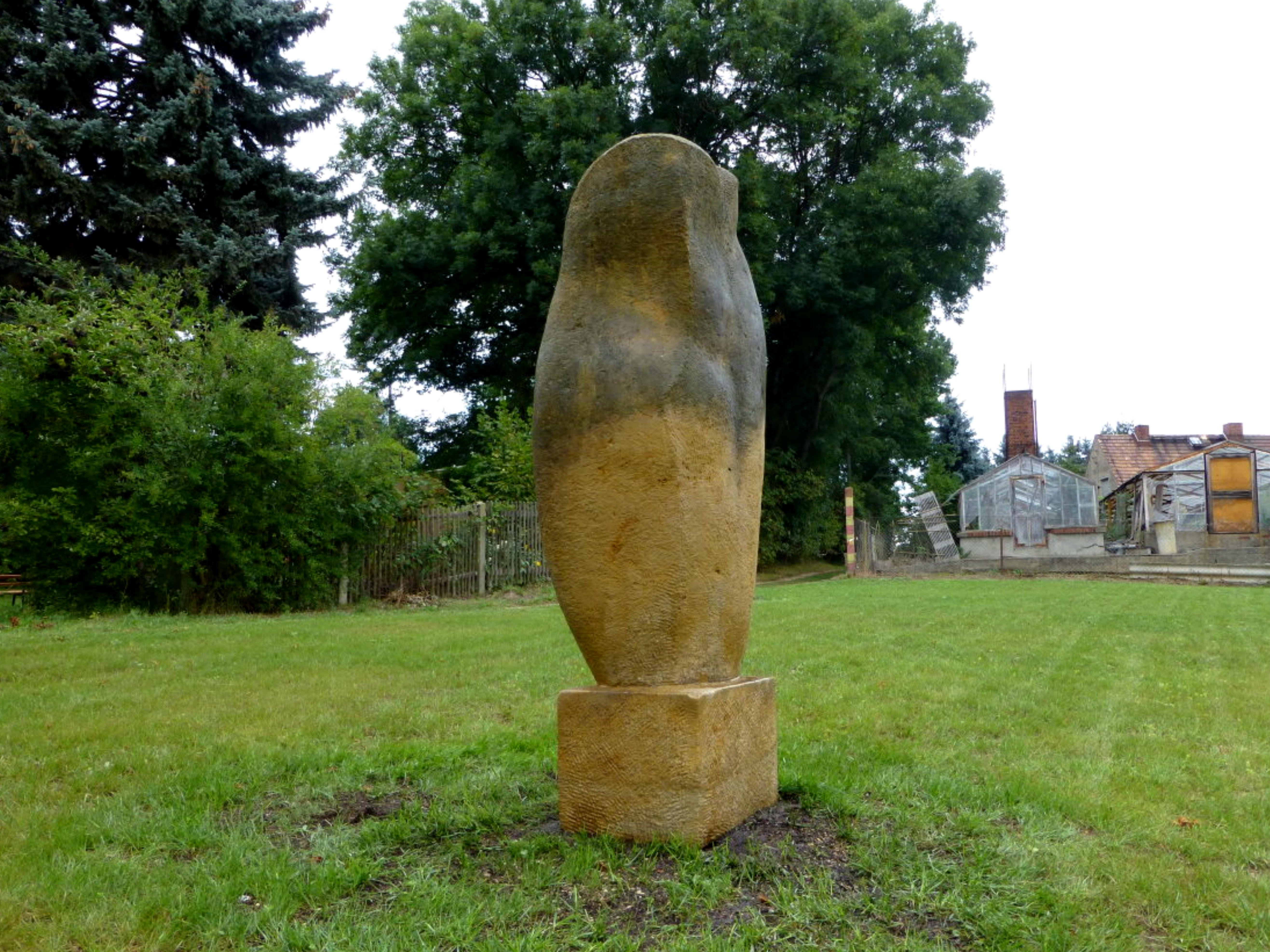
Siebenschlaefer

## Leben

### Ausbildung

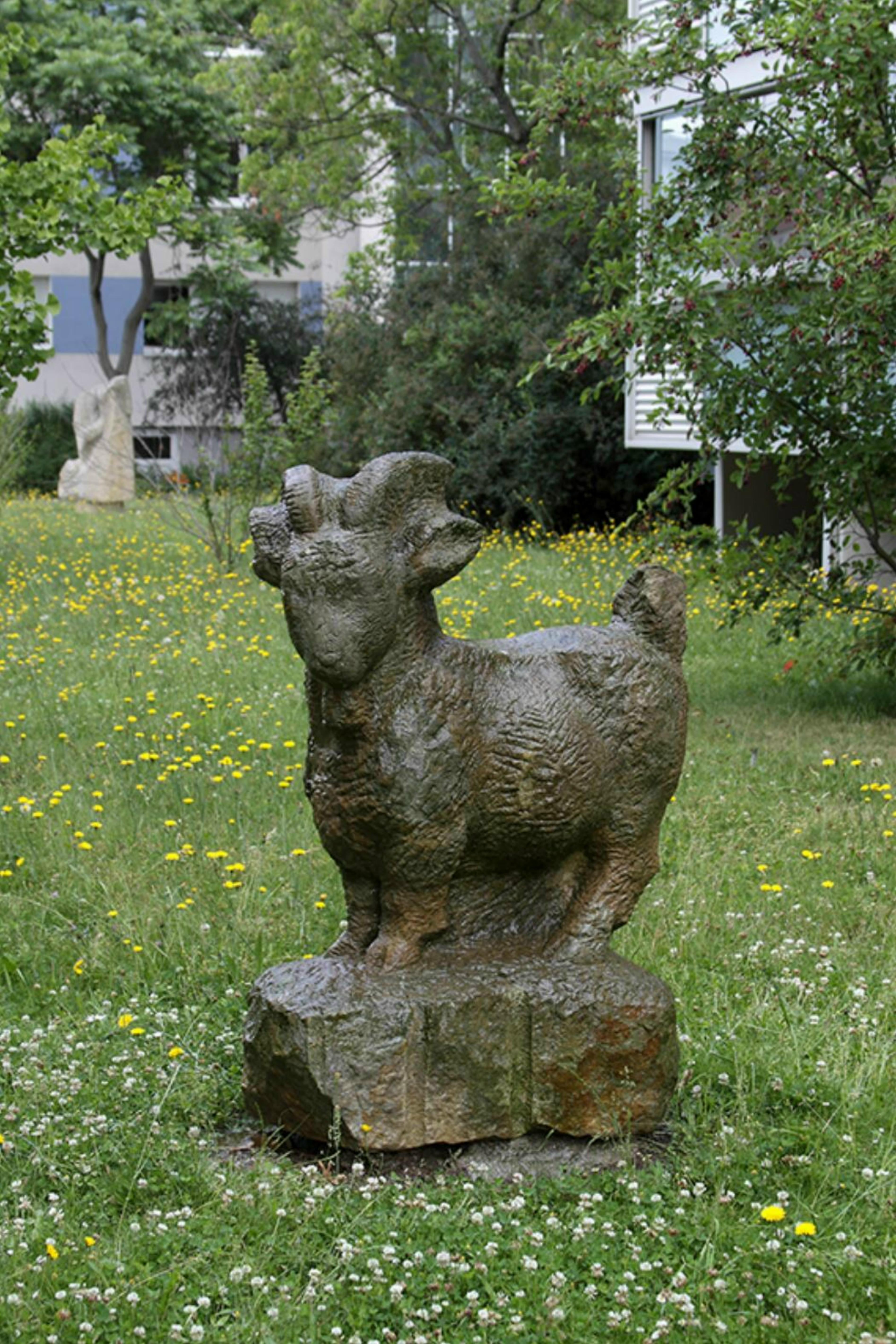
Zwergziege Elfi

Eva Backofen siedelte im Jahr 1952 mit ihrer Familie von Meißen nach Berlin um. Dort besuchte sie von September 1956 bis Juni 1958 die erste und zweite Klasse in Berlin-Köpenick, Wongrowitzer Steig. Danach von der 3. Klasse bis zur 8. Klasse von September 1958 bis Juni 1963 in Köpenick, An der Freiheit 15. Von September 1963 bis Juni 1968 besuchte sie die EOS Berlin-Mitte, das ehemalige evangelische Gymnasium Zum Grauen Kloster. Dort erwarb auch das Abitur mit einem Facharbeiterabschluss als Handelskauffrau für Labor- und Feinchemikalien.
Auf Grund ihres künstlerischen Talentes arbeitete sie im Jahr 1968 als Kascheurin an der Komischen Oper in Berlin. Parallel dazu absolvierte sie ein Abendstudium an der Kunsthochschule Berlin-Weißensee. In der Zeit von 1973 bis 1975 studierte sie Theaterplastik an der Hochschule für Bildende Künste in Dresden und in den Jahren von 1975 bis 1980 Bildhauerei. Sie schloss ihr Studium bei Gerd Jaeger mit Diplom ab.

### Künstlerischer Werdegang
Ab dem Jahr 1980 arbeitete sie als freischaffende Bildhauerin in Dresden und Berlin. Von 1980 bis 1983 hatte sie einen Fördervertrag mit dem Rat des Bezirks Dresden. Sie war von 1984 bis 1990 Mitglied des Verbands Bildender Künstler der DDR und ist im Sächsischen Künstlerbund BBK und seit 1991 in der Künstlergruppe Kartoffel, einem Kommunikativ Art Offenen Projekt. 2007 wurde sie Mitglied im Neuen Sächsischen Kunstverein.

### Ehrungen, Auszeichnungen
- 2010: Sächsischer Kleinkunstpreis, Oelsnitz/Erzgeb.

## Steinbildhauersymposien, Auswahl

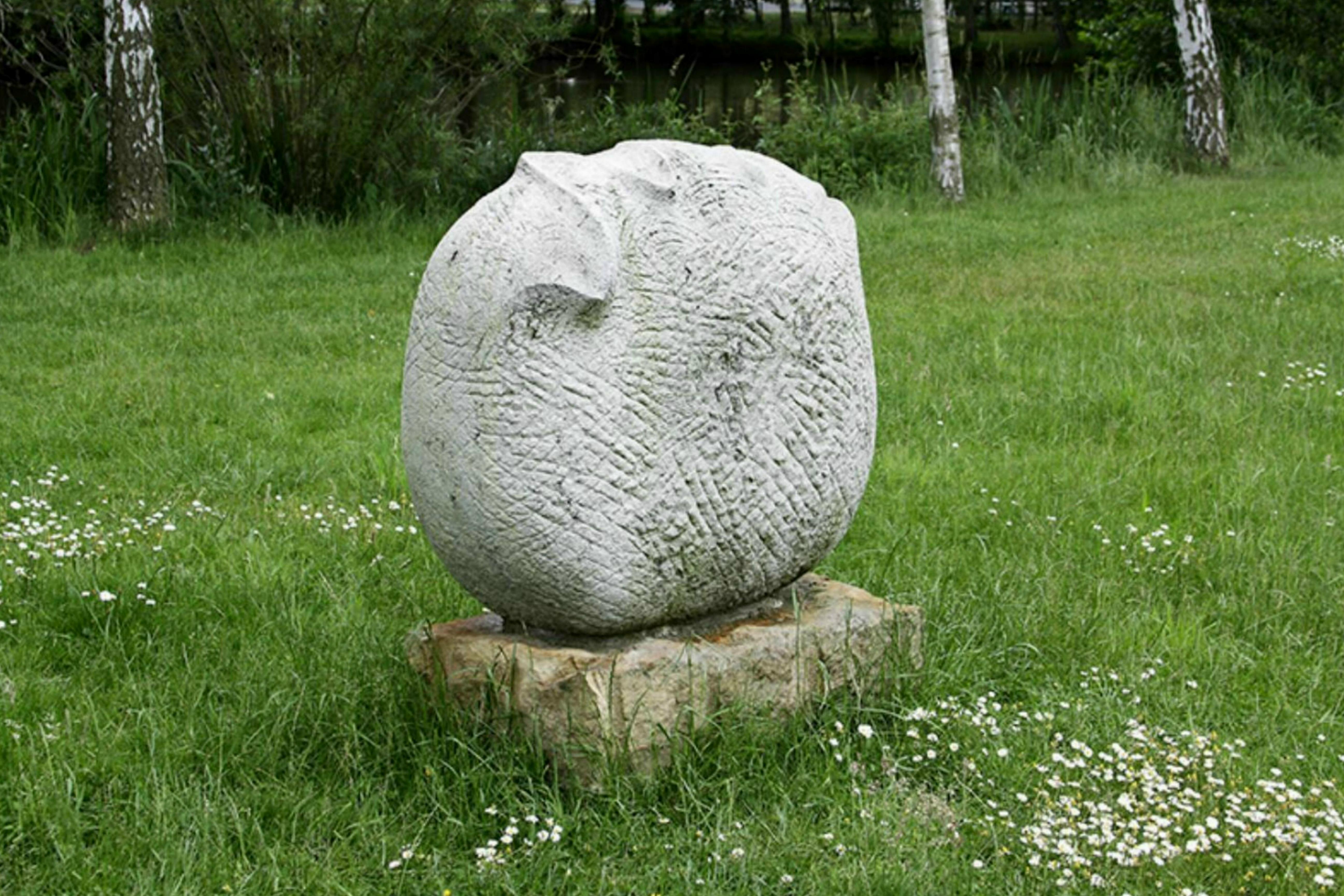
Berührung

- 1981 bis 1984: Sandsteinbruch Reinhardtsdorf in der Sächsischen Schweiz als Kandidatin des Vereins Berliner Künstler (VBK).
- 1998: Figur Siebenschläfer, Sandsteinbruch Reinhardtsdorf in der Sächsischen Schweiz, Neuer Sächsischer Kunstverein.
- 2005–2006: Sandsteinbruch Reinhardtsdorf in der Sächsischen Schweiz, mit Berliner Bildhauern.
- 2007: Figur Zwergziege Elfi: Wohngenossenschaft Dresden, Elbwiesen; Sandstein und Platte.
- 2007: Serpentinitarbeiten im Natursteinwerk Zöblitz mit Künstlern aus Sachsen.
- 2008: Serpentinitarbeiten beim Sauensäger in Mulda mit Künstlern aus Sachsen.
- 2008: Figur Wolke beim Internationalen Großplastiksymposium in Odemira Portugal Sopa de Artistas.
- 2009: Figuren Wolke und Liegende, Serpentinitarbeiten im Natursteinwerk Zöblitz.
- 2010, 2011, 2012 und 2013: Studienaufenthalte in Indien.
- 2013: Sandstein Berührung beim Internationalen Symposium in Moritzburg.

## Ausstellungen, Auswahl

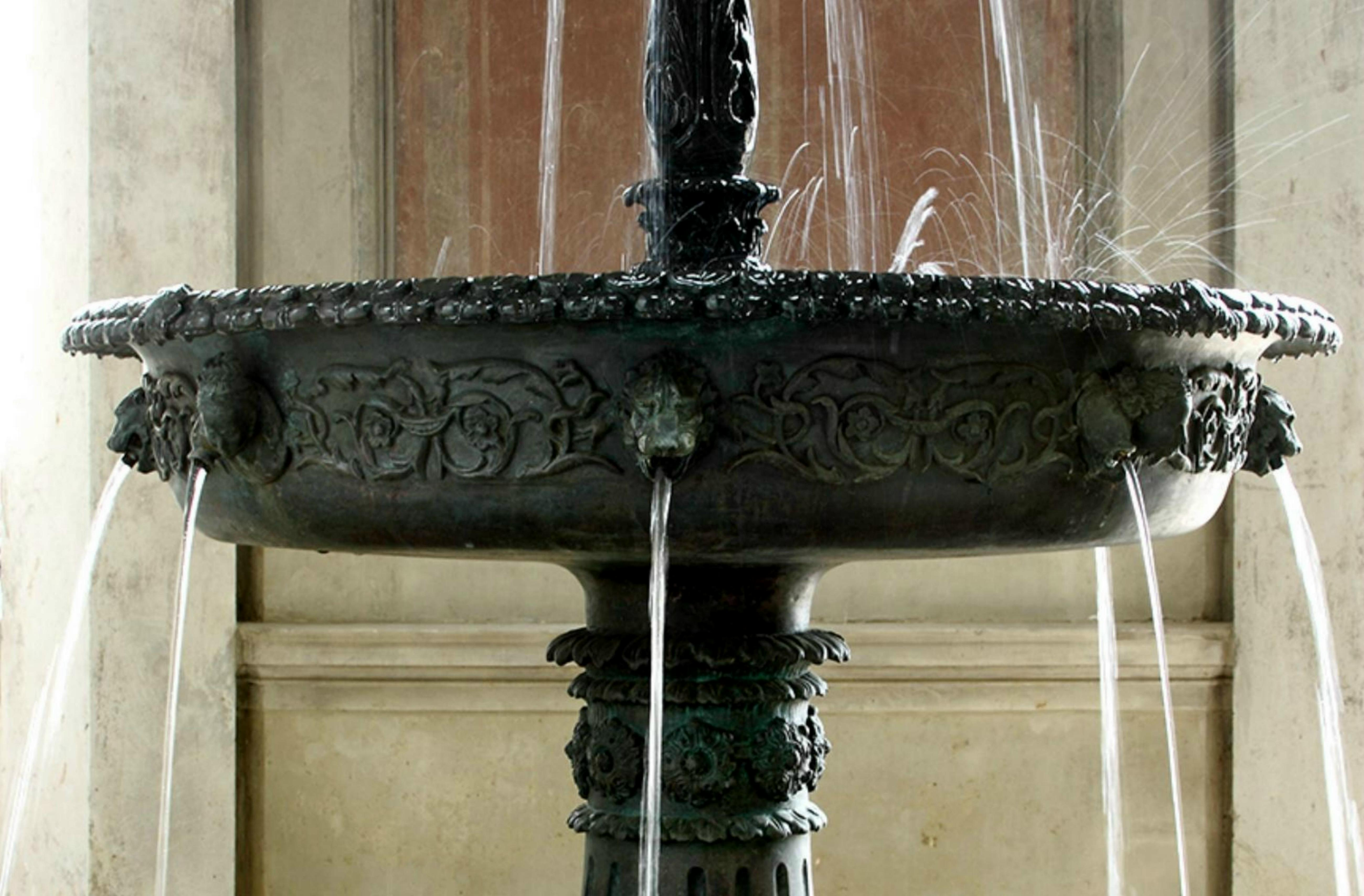
Brunnen im Lingnerschloss

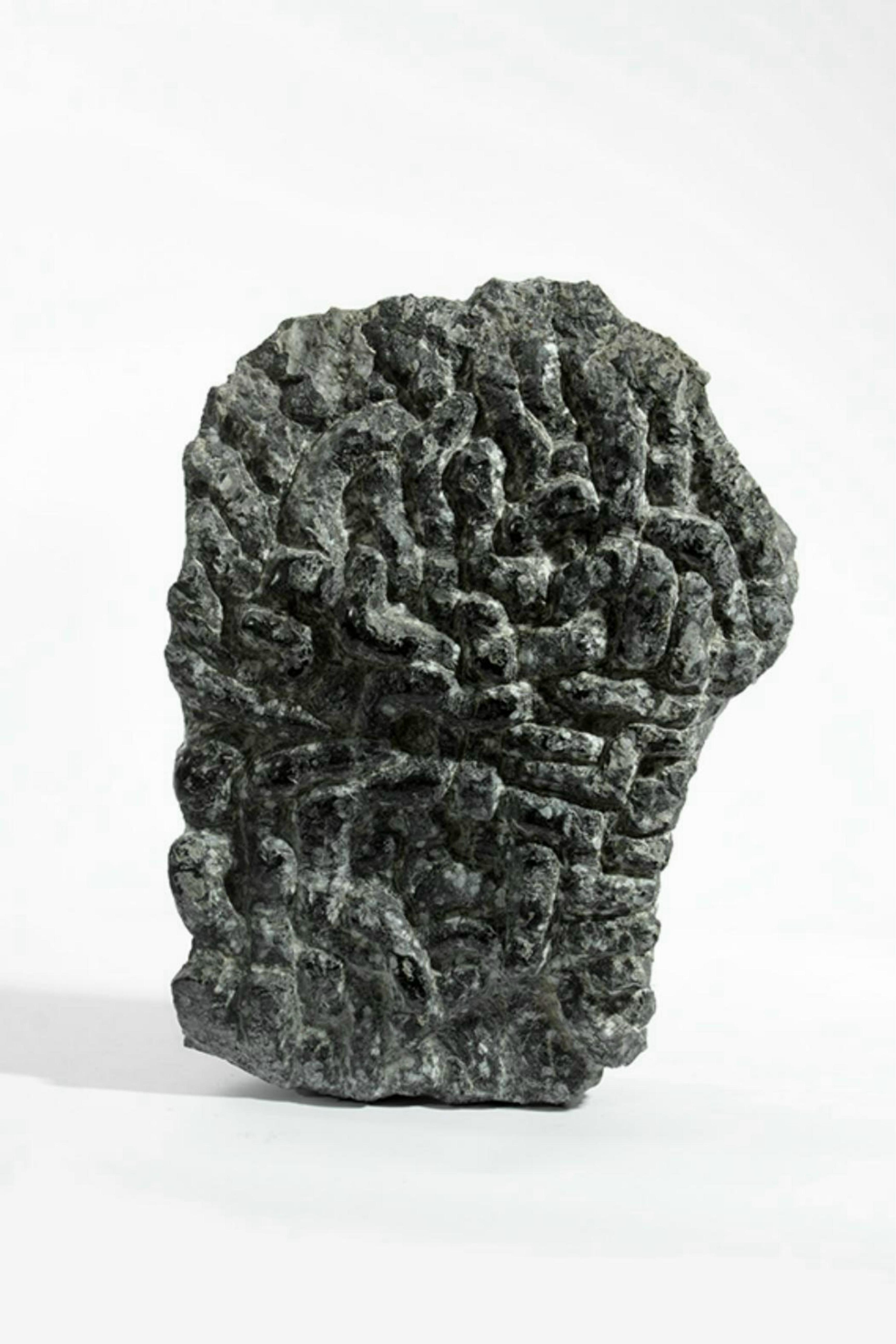
Medusa

- 1982: „Plastik und Blumen“ in Berlin, Treptower Park
- 1984: Junge Künstler der DDR im Alten Museum Berlin.
- 1985: 11. Bezirkskunstausstellung in Dresden.[4]
- 1986: Tanz und Tänzer in der Komischen Oper Berlin.
- 1986: Figur. Malerei – Grafik – Plastik. Dresden, Leonhardi-Museum und Galerie Ost
- 1986: Plastik im Freien, Karl-Marx-Stadt
- 1987: Wirklichkeit und Bildhauerzeichnung, Dresden, Galerie Rähnitzgasse
- 1987: Kinder- und Jugendbibliothek Dresden.
- 1988: Figur = Zeichen, Cottbus, Staatliche Kunstsammlungen
- 1989: Jenaer Hofvernissage in Jena mit Detlev Schweiger, J.A.Igel, Rennbahnband Jenaer Hofvernissagen.
- 1989: Konturen in der Nationalgalerie Berlin-Ost.
- 1989: Stand der Dinge in der Galerie Junge Kunst in Cottbus.
- 1990: Dresden heute, 12 zeitgenössische Künstler in der Galerie Neumeister in München.
- 1990: Aphel Galerie Weißer Elefant in Berlin mit Lutz Fleischer.
- 1991: Kartoffel I im Leonhardimuseum in Dresden.[5]
- 1992: Kartoffel II im Leonhardimuseum in Dresden.
- 1992: Aus Dresden, 6 Dresdner Künstlerinnen im Nassauischen Kunstverein in Wiesbaden.
- 1992: To those who begin again, Art of East Germany, Lafayette College Art Gallery in Easton Pennsylvania.
- 1992: Kartoffel III in der Rhänitzgalerie in Dresden.[6]
- 1992: Salve in der Galerie Autogen in Dresden mit Petra Kasten.
- 1992: Salve in der Galerie Orbis Pictus in Berlin mit Petra Kasten.
- 1993: Kartoffel IV in der Galerie am Lützowplatz in Berlin.
- 1994: Kunst aus dem Osten in der Generaldirektion der Post in München.
- 1994: Körperbilder – Menschenbilder im Deutschen Hygienemuseum Dresden.
- 1994: Galerie Brockmann in Potsdam mit Petra Kasten.
- 1994: Kunst aus dem Osten in der Generaldirektion der Post in München.
- 1994: Körperbilder – Menschenbilder im Deutschen Hygienemuseum Dresden.
- 2002: Werkgalerie Dresden.
- 2005: Natur-Stein-Bruch, Zeichnungen in der Galerie Frauenkultur Leipzig.
- 2008: Zentrum für Politische Bildung Dresden.
- 2008: Ausstellung im Park von Odemira in Portugal, Wolke aus portugiesischen Marmor.
- 2009: Angrenzung Gruppe Kartoffel und Lange Nacht der Kunst, dem Dichter John Epstein gewidmet, im Künstlerhaus Lukas in Ahrenshoop.
- 2009: Ohne Uns, zur Kunst und alternativen Kultur in Dresden vor und nach 1989 Prager Spitze Dresden
- 2010 und 2011: Indische Reiseskizzen in der Galerie Das Tor in Meißen.
- 2015: Duett in Wernigerode Galerie Kunst –und Kulturverein e.V. mit Eva Niemann.
- 2022: Hand Große Kunst – Deutsche Medaillenkunst heute, 2007 – 2019, Bodemuseum Berlin, Münzkabinett, Geschwister-Scholl-Str. 6, 10117 Berlin,
- 2022: Die Jenaer Hofvernissagen – Autonome Kunst und Kultur in der späten DDR – 1086 – 1989; TRAFO Jena, Nollendorfer Str. 30
- 2023: Kleine Denkmäler für einen großen Komponisten, Beethoven in der Medaillenkunst, Mutter-Beethoven-Haus, Wambachstr.204,  56076 Koblenz
- 2023: FIDEM in Florenz; Internationale Ausstellung der Kunst der kleinen Reliefs, Beteiligung am Beitrag Deutschlands
- 2024: Steinbruchzeit, 50 Jahre Berliner Bildhauersymposium im Steinbruch Reinhardtsdorf im StadtMuseum Pirna, Klosterhof.

## Werke, Auswahl

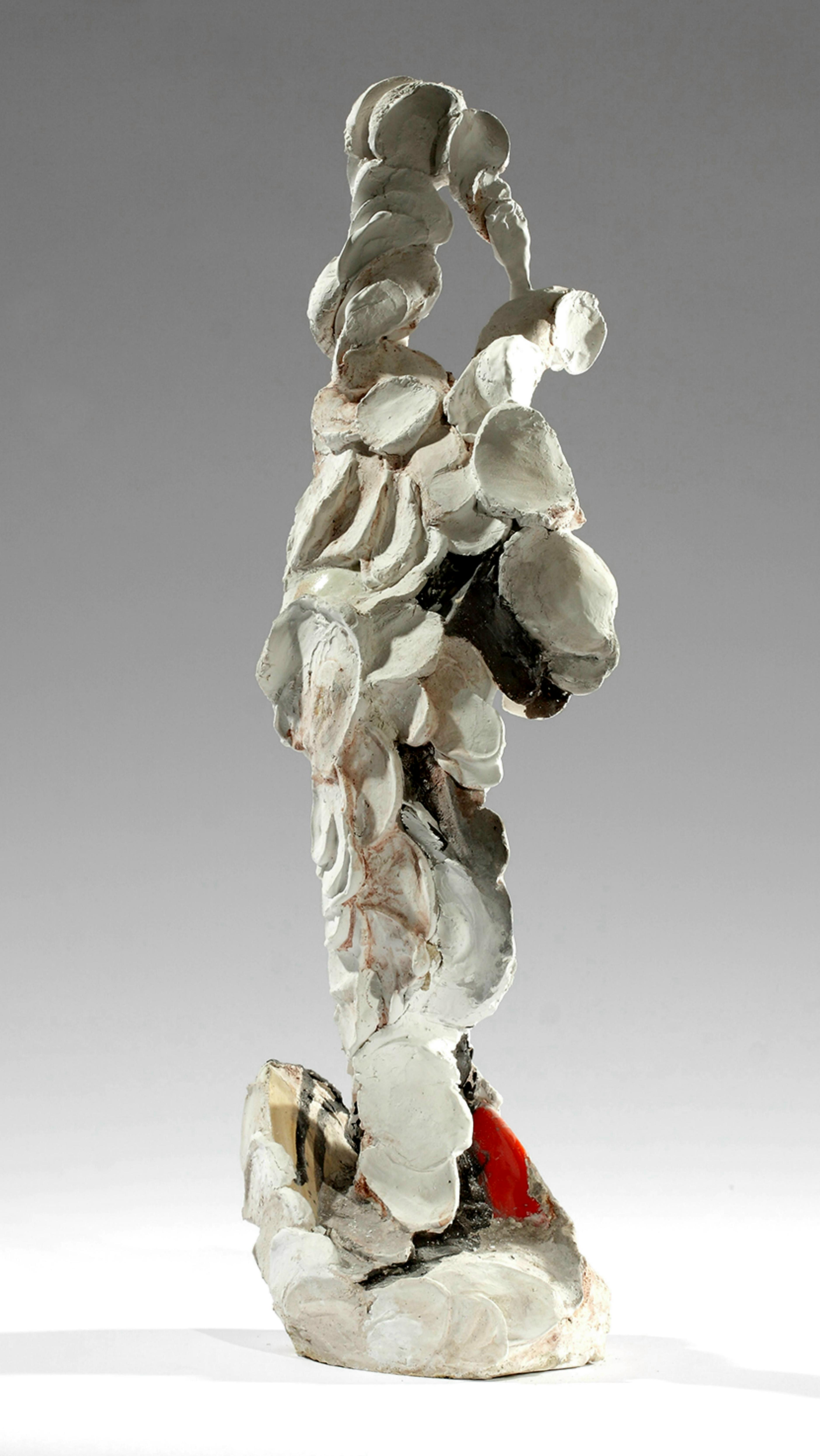
Federwolke

Porträt Moritz

- 1982: Figur Sinnende, Sandstein, Moritzburg.
- 1986: Skulptur Die Mauer, Gips, Spiegel, Draht, Privatbesitz.
- 1988: Barocker Engel in der Katholischen Hofkirche Dresden, linker Seitenaltar, rechter Engel, künstlerische Neuschaffung nach historischem Foto.
- 1991 bis 1992: Früchtekränze, Blattkränze und Mittelkränze, Palais im Großen Garten im Erdgeschoss im nördlichen und südlichen Saal, ehemals frühbarocke Stuckaturen.
- 1990 bis 1992: gesamten Puttenschmuck, Figur Vogel, Taschenbergpalais Dresden; Modelle zur Steinkopie für Fa. Hempel.
- 1990 bis 1992: Tritonenbrunnen, Taschenbergpalais, Dresden, Hotel Kempinski, Ehrenhof, Modelle nach Foto zur Kopie in Stein. Plastische Ergänzung alter Bruchstücke, Brunnenbecken und Vogel neu.
- 1998: Siebenschläfer, Sandstein, im Park Herrenhaus Ickowitz bei Meißen.
- 1998: Brunnentempel, Artesischer Brunnen, Albertplatz, Dresden, 1989, Vorlage für den Guss in Bronze.
- 1998 bis 1999: 6 große Reliefs, Coselpalais Dresden für Fassade, Neuschaffung nach Foto.
- 2000: Vase im Blüherpark Dresden, plastische Ergänzungen zur Steinkopie, jetziger Standort im Garten Friedrichstädter Krankenhaus.
- 2000: 2 Trophäen auf dem Dach Zeughaus Berlin, plastische Bildhauermodelle zur Steinkopie, Neuschaffung.
- 2000: Akroterionmodelle, Dach Bahnhof Dresden-Neustadt,
- 2001: Musterecke, oberer Fensterabschluss im 2. Stockwerk der Schinkelsche Bauakademie Berlin, plastisches Modell für Kopie in Terracotta
- 2001: Ergänzung der Löwenhäute und Modelle zur Ergänzung des Sandsteinschmucks der Fassade zur Kopie für Knobelsdorffhaus in Potsdam.
- 2002: Figurengruppe Erythus und Hippodameia, Marmor, Großer Garten, künstlerische Ergänzung von Frauenarm, Bein und Köcher als Modell zur Kopie, sowie Feinschliff der Marmorkopie.
- 2005: Bronzeguss Bekrönungsfigur, Neues Schloss, Bad Muskau, Aufstellung 2006.
- 2006: 2 Erkerreliefs, Georgenbau des Dresdner Schlosses, 3. Obergeschoss,
- 2006: Figur Sicilia, in Reinhardtsdorfer Sandstein. Privatbesitz.
- 2007: Zwergziege Elfi Sandstein in der Wohnungsbaugenossenschaft in der Striesener Straße, Dresden.
- 2008 bis 2015: Figur Pusteblume, Bronze; Sächsischer Gründerinnenpreis für das Sächsische Staatsministerium für Soziales und Verbraucherschutz,
- 2008 bis 2009: Dresdner Residenzschloss: Torhaus, Englische Treppe – Kapitell, Modell zur Steinkopie, Neuschaffung Nischenbekrönung, Fensterbekrönung, Schmuck an den Pfeilern, Modelle für die Stuckkateure, Neuschaffung, Künstlerische Ergänzung zweier Putten im oberen Wandbereich.
- 2010: Bronzefigur Gepard, Privatbesitz.
- 2010 und 2011: 24 Modelle für die Neuschaffung des historischen Turmzimmers.
- 2011: Wappenkartusche Schlesien Potsdamer Stadtschloss Gipsmodell Vorlage für Sandsteinkopie.
- 2012: Rahmungen, Rankenwerk mit Musikinstrumenten in Hamburg, Villa Wegener (vormals Villa Dr. Magnus),
- 2013: Bronzebrunnen im Lingnerschloss, Rekonstruktion nach historischem Foto, Dresden.
- 2013: Berührung Sandstein in Moritzburg auf der Wiese von Adams Gasthof.
- 2013: Bronzerelief Der Wanderer Ringelnatzpfad Wurzen auf dem Sperlingsberg.
- 2014: Figur Tänzerin Bronze, Ausstellung Kunstverein Dresden.,
- 2015: Bronzerelief Requiem für die Opfer des Holocaust und der Deportation in Wurzen.
- 2015: Zwei Pilaster für Südwesttreppenturm im Schlosshof Dresden.
- 2015 bis 2021: künstlerische Neuschaffung in Antragstuck, Renaissancedecke der Brüder Brocco (Italien) im Turmzimmer, Modelle und Neuinszenierung des oberen Deckenbereiches, Dresdner Residenzschloss

## Medaillen, Auswahl
- 2017: Was sehen die Bienen – Erinnerung an Mathilde Hertz, Durchmesser 157 mm, Bronze, dunkel patiniert[7]
- 2017: Alter Panther, Durchmesser 155 mm, Bronze, grün patiniert
- 2017: Portrait Mathilde Hertz im Profil, Durchmesser 155 mm, Bronze, dunkel patiniert
- 2017: Selbstportrait mit Tuch, Durchmesser 88 mm, Bronze, dunkel patiniert
- 2019: Masken – Portrait Heiner Müller, Durchmesser 154 mm, Bronze gelblich-grau patiniert
- 2019: Nandu, Durchmesser 153 mm, Bronze, dunkel und silber patiniert
- 2019: Portrait Heiner Müller, Durchmesser 155 mm, Bronze, hellbraun patiniert
- 2020: Gleichzeitigkeit, Durchmesser 154 mm, Portraits verschiedener Lebensalter des Komponisten, Bronzeguss, leuchtend blau patiniert.
- 2020: Astrid Lindgren, Durchmesser 130 mm, Bronze patiniert
- 2020: Indische Strandläuferinnen, Durchmesser 141 mm, nach Reiseskizze vom Strand bei Kovalam in Indien. Dort baden die Frauen in ihren prächtigen Saaris.
- 2020: Portrait Fanny Hensel,  Durchmesser 138 mm, Bronze, grün patiniert
- 2021: Portrait Käthe Kollwitz,  Durchmesser 80 mm, Bronze, grün patiniert
- 2021: Wilde Möhre,  Maße 117 × 100 mm, Bronze, Portrait der Bildhauerin Anna Franziska Schwarzbach
- 2021: Heupferdchen, Durchmesser 115 mm, Bronze,
- 2021: Kleine Portraitskizze, Durchmesser 150 mm, Bronze,
- 2021: Portrait Anna Franziska Schwarzbach, Durchmesser 113 mm, Bronze,
- 2022: Madonna mit Wespen, Durchmesser 130 mm, Bronze,
- 2022: Portrait der Malerin Frida Löber, 120 × 112 mm, Bronze
- 2023: Auerhuhn, Rs Suhler Landschaft, Bronze

## Kataloge, Auswahl

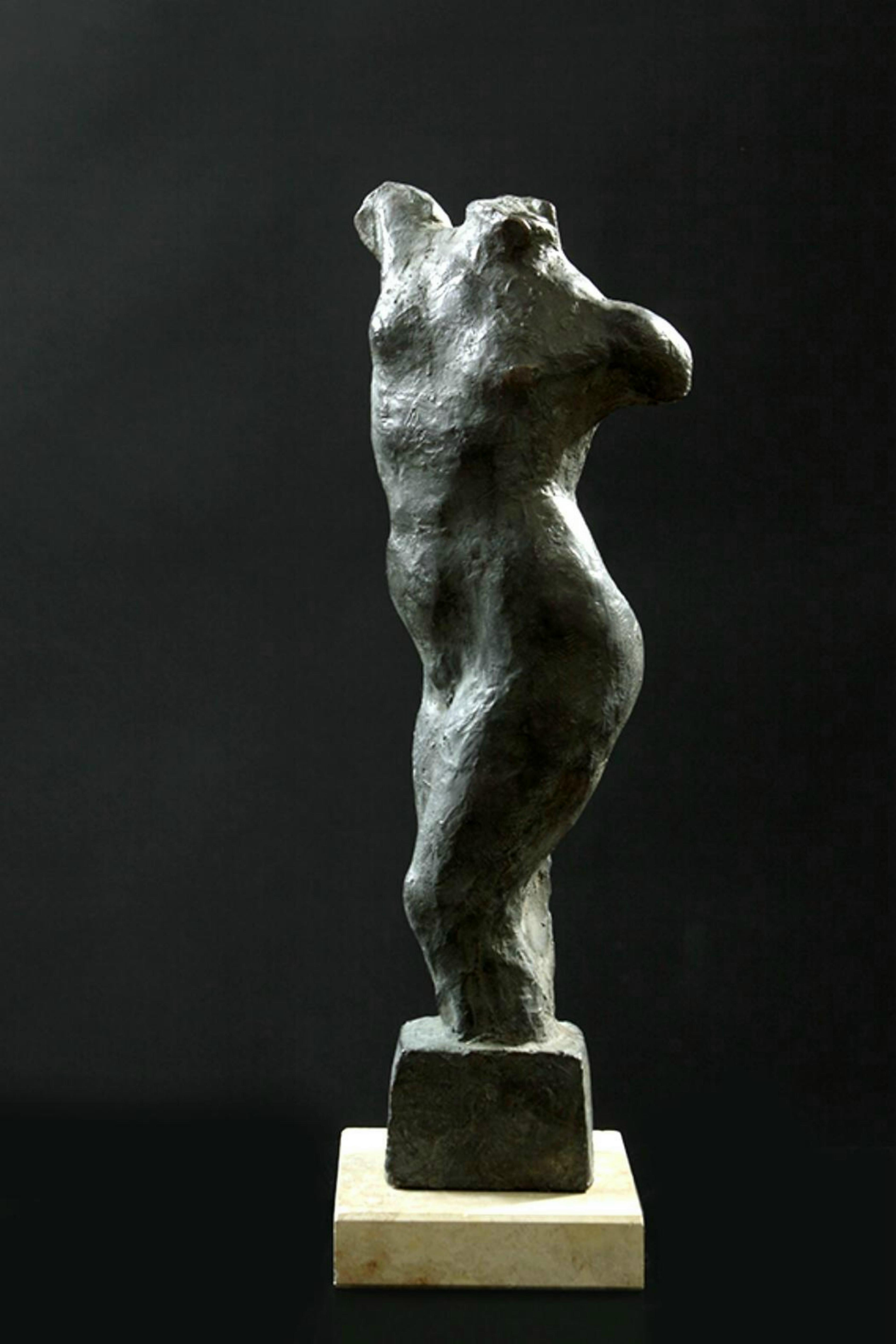
Torso einer Tänzerin

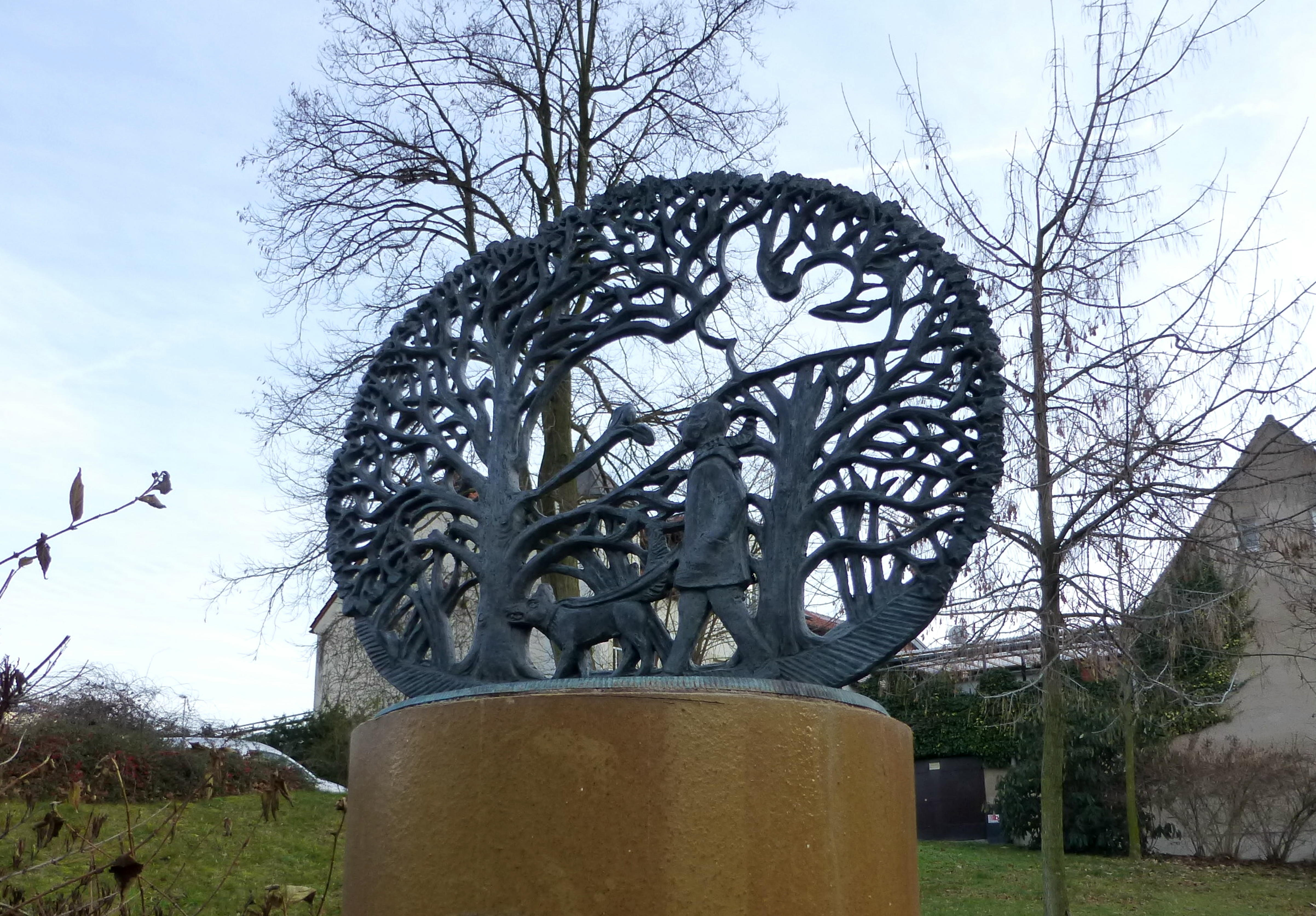
Der Wanderer

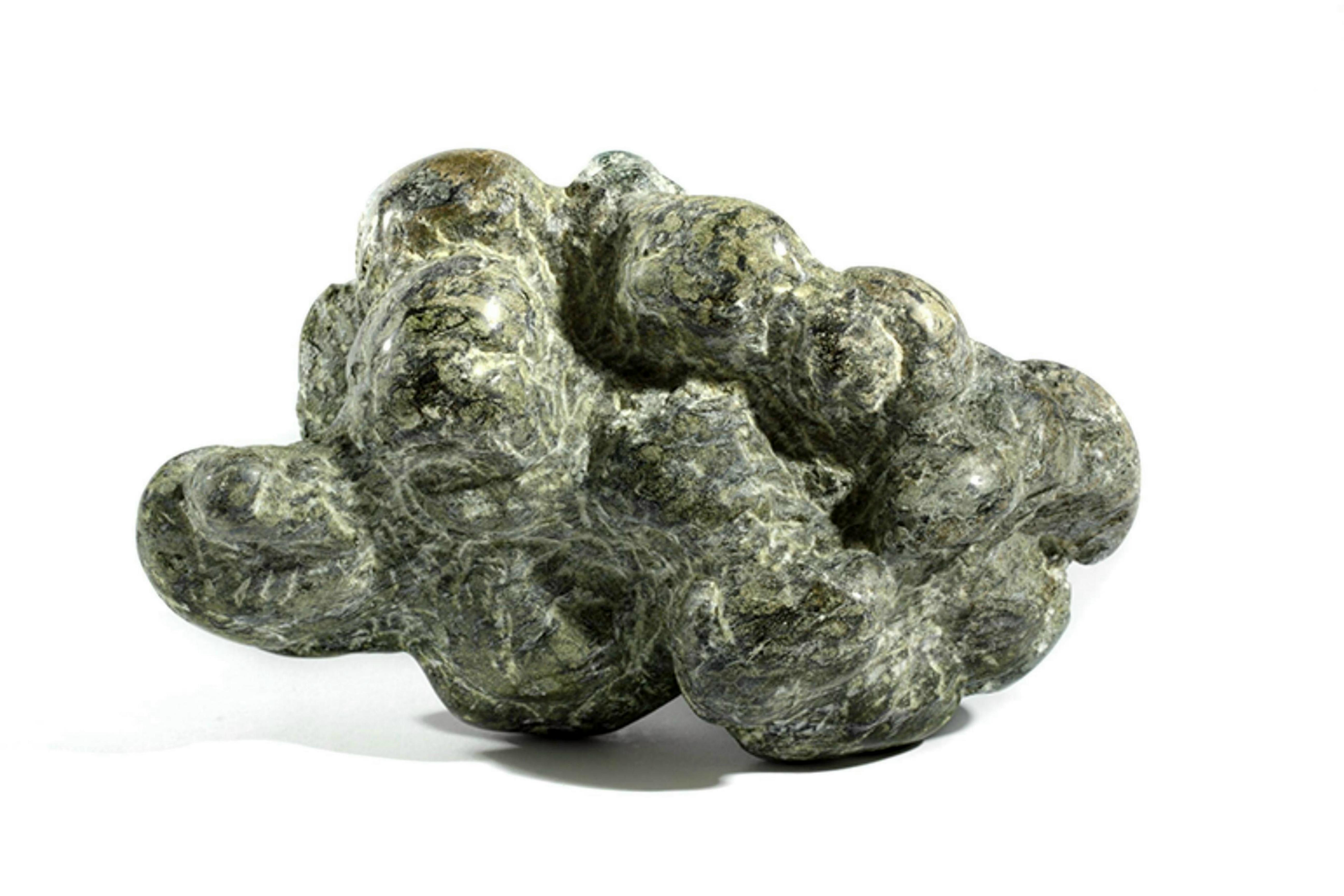
Dunkle Wolke

- Heide Semrau, Jens Semrau, Hartmut Hennig: Tanz und Tänzerin: Ausstellung in der Komischen Oper Berlin zum 20. Jahrestages des Tanztheaters. 204 BG 016 456 86 1 4999.
- Hajo Schmidt: Gewandfiguren – Club der Kulturschaffenden Johannes R. Becher Berlin; Druck Osthavelland Velten 1987.
- Verband Bildender Künstler der DDR: Bildende Kunst der DDR 1988 Heft 9; Henschelverlag Kunst und Gesellschaft Berlin 1988.
- Paul Kaiser, Claudia Petzold: Boheme und Diktatur in der DDR – Gruppen, Konflikte, Quartiere 1970 bis 1989; Verlag Fannei und Falz 1997, ISBN 3-86102-094-7, S. 307,309 und 314.[8]
- Margot Prust: Stand der Dinge; Druckerei Neuer Tag Frankfurt/Oder 1989, 1G1-1610-989G26589.
- Uwe Hübner, Rainer von Raesfeld: Dresden heute,12 zeitgenössische Künstler in der Galerie Neumeister in München. J.Gotteswinter GmbH München 1990.
- Uwe Hübner: Mißklang, geglättet; Galerie Neumeister in München. J.Gotteswinter GmbH München 1990.
- Eva Niemann, Andreas Hegewald: kARTOFFel 1.; H.Heenemann GmbH 1991, Ausstellung November bis Dezember 1991 in Berlin und Leonhardimuseum in Dresden.
- Lutz Fleischer, Andreas Hegewald: kARTOFFel 2; H.Heenemann GmbH 1991, Ausstellung März–April 1992 in Berlin und Leonhardimuseum in Dresden.
- Hans Jörg Schimbeck: To those who begin again, Art of East Germany. Lafayette College Art Gallery in Easton Pennsylvania. Commonwealth of Pennsylvania Rat 1992. Ausstellungsreihe gemäß den Bestimmungen des Kapital Detwiller durch Zuschuss aus dem Commonwealth of Pennsylvania Rates über die Kunst präsentiert und unterstützt.
- Nassauischen Kunstverein in Wiesbaden 1992: Aus Dresden, 6 Dresdner Künstlerinnen: Petra Kasten, Thea Richter, Inge Thiss-Böttner, Andrea Türke, Kerstin Quandt, Eva Anderson.
- Eva Niemann, Susanne Ruoff, Andreas Hegewald: kARTOFFel IV.; H.Heenemann GmbH 1993, Ausstellung 1993 in Berlin und Leonhardimuseum in Dresden.
- Sigrid Walther: Körperbilder – Menschenbilder; Deutsches Hygiene-Museum Dresden; Argon Verlag Berlin Offizin Andersen Nexö, Leipzig 1994, ISBN 3-87024-289-2 bzw. ISBN 3-87024-288-4. Objekte: Tänzerin Bronze und Paar mit Vogelkopf Bronze.
- Frank Eckhardt, Paul Kaiser: Ohne uns! : Kunst & alternative Kultur in Dresden vor und nach '89; Druckhaus Dresden efau Verlag 2009, ISBN 978-3-9807388-1-1, S. 21, 108, 333, 152 und 360.
- Christiane Stoebe, Gisela Protze: Skulpturensommer 2013 – Leitmotiv der Wagner-Oper „Lohengrin – Fragen verboten!“ Galerie am Plan in Pirna, S. 61.
- Steinbruchzeit, 50 Jahre Berliner Bildhauersymposium im Steinbruch Reinhardtsdorf im StadtMuseum Pirna, Klosterhof.[9]